# Orangeville (Illinois)
Orangeville es una villa ubicada en el condado de Stephenson en el estado estadounidense de Illinois. En el Censo de 2010 tenía una población de 793 habitantes y una densidad poblacional de 487,55 personas por km².

## Geografía
Orangeville se encuentra ubicada en las coordenadas 42°27′59″N 89°38′46″O / 42.46639, -89.64611. Según la Oficina del Censo de los Estados Unidos, Orangeville tiene una superficie total de 1.63 km², de la cual 1.63 km² corresponden a tierra firme y (0%) 0 km² es agua.

## Demografía
Según el censo de 2010, había 793 personas residiendo en Orangeville. La densidad de población era de 487,55 hab./km². De los 793 habitantes, Orangeville estaba compuesto por el 98.74% blancos, el 0% eran afroamericanos, el 0% eran amerindios, el 0.13% eran asiáticos, el 0% eran isleños del Pacífico, el 0.38% eran de otras razas y el 0.76% pertenecían a dos o más razas. Del total de la población el 0.76% eran hispanos o latinos de cualquier raza.